# Philippe Jaccottet
Philippe Jaccottet (født 30. juni 1925 i Moudon i Schweiz, død 24. februar 2021) var en fransk digter og oversætter. Siden 1948 bosat i Frankrig; først i Paris, og siden 1953 ved byen Grignan i det sydøstlige Frankrig.
Jaccottet udtrykte sig i både poesi og prosa samt i en særlig noteform, hvor korte dagbogslignende notater veksler med korte lyriske indslag og længere prosalyriske passager. Hans tekster søger tilknytning til og forståelse af naturen og verden i et ofte afdæmpet og enkelt formsprog, der leder efter det mest indlysende udtryk. Poesien er en på en gang eftertænksom og tilbageholdende søgen efter skønhed og erkendelse.
Udover sine egne tekster begik Jaccottet en lang række oversættelser fra især tysk og italiensk, bl.a. af Goethe, Novalis, Hölderlin og Thomas Mann. Også den italienske digter Giuseppe Ungaretti og Homers Odysseen har han oversat til fransk.
Jaccottet havde også et virke som kritiker bag sig og han udfærdigede flere kritiske afhandlinger, især om samtidige, franske digtere som fx Francis Ponge, Paul Claudel og Yves Bonnefoy. 
Han modtog flere litteraturpriser, heriblandt den prestigefulde tyske Petrarca-Preis i 1988 og den franske Prix Goncourt de la poésie i 2003.